# Огнева поддръжка
Огнева поддръжка – военен термин с чуждестранен произход, под който се подразбира унищожаването/подавлението на целта с огън за подпомагането на успешното водене на бойни действия от дружествени войски. Огневата поддръжка може може също да означава ракетно-бомбови, минометни, артилерийски, авиационни или ядрени удари по обекти на противника.
Като правило, огневата поддръжка започва с преминаване на собствените ударни групировки в атака след огневата подготовка с цел да се попречи на противника да възстанови целостта на своята система на огъня, да се подави неговата жива сила и огневи средства, да се пресече маневрирането на частите му, да се удържи огневото превъзходство и, така, да се подсигури придвижването напред на собствените атакуващи порядки. В подобни ситуации огневата поддръжка може да се разглежда като съвкупност от части, които са артилерийската и авиационната поддръжка.
Средствата за огнева поддръжка се отличават от придадените средства за огнево усиление (подпомагане) с това, че обработват нужните цели по заявки не на своя командир, а остават на подчинение на старшето командване.